# 콜롬비아 원주민
콜롬비아 원주민(스페인어: Colombianos indigenas)은 콜롬비아가 16세기 스페인에 의해 식민화되기 전부터 이곳에 살았던 다양한 민족들(아메리카 원주민)을 가리킨다. 2018년 콜롬비아 인구조사에 따르면 원주민은 전체 인구의 4.4%에 해당하는 190만여 명을 차지하며, 115개의 서로 다른 부족 집단에 속하였다. 그러나 원주민의 비율은 추산에 따라 큰 차이가 있어 같은 해의 Latinobarómetro 조사에 따르면 응답자의 약 10.4%가 스스로를 원주민이라고 밝혔다. 원주민 비율은 역대 최저치였던 1%로 추산된 1965년 이후 꾸준히 증가해 왔다.
인구 밀도가 낮은 아마존 분지에는 70개가 넘는 원주민 부족이 살고 있다.

## 목록
다음은 인구가 1만 명이 넘는 원주민 집단의 목록이다.
- 와유족(Wayuu)
- 제누족(Zenú)
- 나사족(Nasa)
- 파스토족(Pasto)
- 엠베라 차미(Emberá Chamí) (차미어)
- 엠베라족(Emberá) (촐로어)
- 과이보족(Guahibo)
- 피하오족(Pijao)
- 엠베라 카티오(Emberá Katío) (카티오어)
- 아와족(Awá)
- 모카나족(Mokaná)
- 야나쿠나(Yanakuna)
- 아르와코족(Arhuaco)
- 미사크족(Misak)
- 잉가족(Inga)
- 위와족(Wiwa)
- 코코누코족(Coconuco)
- 칸쿠아모족(Kankuamo)
- 코기족(Kogui)
- 와우난(Wounan) (와우난어)
- 피아포코족(Piapoco)
- 위토토족(Witoto)
- 쿠베오족(Cubeo)
- 티쿠나족(Ticuna)
- 무루이족(Murui)
- 바니와족(Baniwa)
- 무이스카족(Muisca)
- 우와족(U'wa)

## 같이 보기
- 콜롬비아의 선콜럼버스 문화
- 남아메리카의 원주민